# Gracie Gold
Grace Elizabeth (Gracie) Gold (Newton (Massachusetts), 17 augustus 1995) is een Amerikaans kunstschaatsster. Ze won op de Winterspelen in Sotsji een bronzen medaille in de landenwedstrijd en werd vierde bij de vrouwen.

## Biografie
Gracie Gold werd op 17 augustus 1995 geboren in Newton (Massachusetts). Ze is de helft van een twee-eiige tweeling; haar tweelingzus Carly doet ook actief aan kunstschaatsen. Gracie begon op haar zevende te schaatsen en op haar dertiende te trainen. Haar eerste succes kwam tijdens de nationale kunstschaatskampioenschappen in de Verenigde Staten in 2010; daar werd ze vierde in de categorie "novice" (beginners). Het jaar erop wist ze zich echter niet te kwalificeren voor de nationale kampioenschappen.

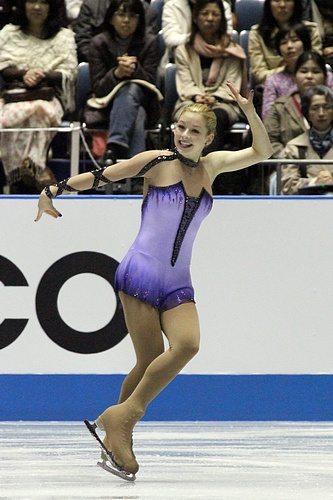
Gold tijdens de World Team Trophy in 2012

Ze maakte in 2011 haar internationale debuut op de ISU Junior Grand Prix in Tallinn, Estland, waar ze een gouden medaille won tijdens een evenement. Ditmaal wist ze zich wel weer te kwalificeren voor de nationale kampioenschappen. Daar won ze goud bij de junioren met (voor de meisjes) een nationaal recordaantal van 178,92 punten. Vervolgens deed ze ook mee aan het WK junioren 2012, waar ze de zilveren medaille won.
In het seizoen 2012/13 maakte ze de overstap naar de senioren. Bij de nationale kampioenschappen won ze dat seizoen de zilveren medaille en op het Viercontinentenkampioenschap (4CK) werd ze zesde. Ook bij het WK 2013 werd ze zesde, waarmee ze zich - net als onder meer teamgenote Ashley Wagner - kwalificeerde voor de Olympische Winterspelen 2014.
In januari 2014 won ze met afstand de gouden medaille op de nationale kampioenschappen. Een maand later op de Winterspelen werd ze vierde bij de vrouwen en won ze een bronzen medaille in de landenwedstrijd. Gold nam later dat jaar ook deel aan het WK, daar werd ze vijfde. In het seizoen 2014/15 werd ze tweede op het NK, eindigde ze als vierde op het 4CK en WK. In het seizoen 2015/16 werd ze voor de tweede keer nationaal kampioene, eindigde ze als vijfde op het 4CK en als 4e op het WK. Vanwege psychische problemen heeft ze van 2016 tot 2018 de meeste schaatsevenementen moeten missen.

## Persoonlijke records
Behaald tijdens ISU-wedstrijden. 
|                     | punten | datum      | toernooi         |
| ------------------- | ------ | ---------- | ---------------- |
| Hoogste totaalscore | 211.29 | 02-04-2016 | WK               |
| Hoogste korte kür   | 076.43 | 31-03-2016 | WK               |
| Hoogste lange kür   | 137.41 | 24-10-2015 | GP Skate America |

## Belangrijke resultaten
| Kampioenschap                | 09/10  | 10/11 | 11/12  | 12/13         | 13/14         | 14/15         | 15/16         | 16/17         | 17/18         | 18/19         | 19/20         | 20/21         |
| ---------------------------- | ------ | ----- | ------ | ------------- | ------------- | ------------- | ------------- | ------------- | ------------- | ------------- | ------------- | ------------- |
| Olympische Spelen            |        |       |        |               | 4e · (team)   |               |               |               |               |               |               |               |
| Wereldkampioenschap          |        |       |        | 6e            | 5e            | 4e            | 4e            |               |               |               |               |               |
| Viercontinentenkampioenschap |        |       |        | 6e            |               | 4e            | 5e            |               |               |               |               |               |
| Grand Prix-finale            |        |       |        |               |               | t.z.t.        | 5e            |               |               |               |               |               |
| Nationaal kampioenschap      |        |       |        | Zilver        | Goud          | Zilver        | Goud          | 6e            | t.z.t.        | t.z.t.        | 12e           | 13e           |
| WK junioren                  |        |       | Zilver | geen deelname | geen deelname | geen deelname | geen deelname | geen deelname | geen deelname | geen deelname | geen deelname | geen deelname |
| NK junioren                  | 4e (*) |       | Goud   | geen deelname | geen deelname | geen deelname | geen deelname | geen deelname | geen deelname | geen deelname | geen deelname | geen deelname |

(*) = bij de novice
t.z.t. = trok zich terug